# Елтон Флетли
Елтон Флетли (енгл. Elton Flatley; 7. мај 1977) је бивши професионални аустралијски рагбиста и једна од легенди екипе Квинсленд Редс.

## Биографија
Висок 178 цм, тежак 87 кг, Флетли је повремено играо отварача (енгл. Fly half) јер је био добар шутер, али му је примарна позиција број 12 - први центар (енгл. Inside centre). Целу професионалну каријеру провео је у екипи Квинсленд Редс за коју је одиграо 114 утакмица и постигао 609 поена. За "Валабисе" је дебитовао против Енглеске на Твикенхајму 2007. Укупно је за Аустралијску репрезентацију одиграо 38 тест мечева и постигао 187 поена. Био је део аустралијске рагби јунион репрезентације која је 2003. изгубила финале светског првенства у рагбију.